# Хламово (Владимирская область)
Хламово — деревня в Суздальском районе Владимирской области России, входит в состав Селецкого сельского поселения.

## География
Деревня расположена в 7 км на северо-восток от райцентра города Суздаль близ автодороги Владимир — Иваново.

## История
В конце XIX — начале XX века деревня входила в состав Торчинской волости Суздальского уезда, с 1924 года — в составе Владимирского уезда. В 1859 году в деревне числилось 19 дворов, в 1905 году — 24 дворов, в 1926 году — 35 дворов.
С 1929 года деревня являлась центром Хламовского сельсовета Суздальского района, с 1940 года — в составе Мало-Борисковского сельсовета, с 1956 года — в составе Лопатницкого сельсовета, с 2005 года — в составе Селецкого сельского поселения.

## Население
| 1859 | 1905 | 1926 |
| ---- | ---- | ---- |
| 99   | 141  | 165  |

| 1859 | 1905 | 1926 | 2002 | 2010 | 2021 |
| ---- | ---- | ---- | ---- | ---- | ---- |
| 99   | ↗141 | ↗165 | ↘0   | →0   | ↗2   |